# 阿莫斯·魯西
阿莫斯·威爾森·魯西（英語：Amos Wilson Rusie，1871年5月30日—1942年12月6日），為美國職棒大聯盟的投手。生涯曾效力過山地人、巨人與紅人等隊。
魯西最為人所知的就是他的速球球速相當快，雖然當時沒有先進儀器能夠計算他的球種進壘角度，但已知的是他的最快球速可超過時速90英里。他生涯拿下5次三振王，8次拿下單季20勝。不過控球是他的罩門，他在1890年單季投出289次保送，至今仍無人可打破。
1897年，他在比賽中對名人堂選手Hughie Jennings投出頭部觸身球，導致他住院四天。雖然大聯盟在1893年拉長投手丘到本壘板的距離，但這依舊不影響魯西的球威。1894年，他拿下投手三冠王。之後他在1977年入選名人堂。

## 職業生涯
1889年5月9日，還未滿18歲的魯西登上大聯盟。整季他出賽33場比賽，拿下12勝10敗。魯西雖然速球夠快，但是他的控球奇差。他整季送出109次三振，卻送出116次保送。
山地人在球季結束後解散，因此魯西和許多隊友在1890年來到巨人。由於巨人的先發投手提姆·基弗跳槽到球員聯盟，於是魯西便接上基弗的輪值空缺。這年魯西一口氣先發62場比賽，而球隊另一名先發米奇·威爾契則先發37場比賽。
5月9日，巨人以16比3大勝食豆人。魯西全場只被敲出6支安打，全隊更是沒有發生失誤(在當時算非常罕見)。5月12日，魯西和基德·尼可斯上演12局投手戰，最後巨人隊的Mike Tiernan在13局下敲出再見轟。當時巨人主場的隔壁正好有球員聯盟的球隊正在比賽，而全壘打球就這樣飛進球員聯盟的球場裡面。這年他拿下29勝34敗，防禦率只有2.56，但他卻投出歷史新高的單季289次保送與聯盟最多的36次暴投。在打擊方面，他單季的打擊率為2成78。1890年11月8日，魯西在德拉瓦州結婚。
球員聯盟在1890年解散後，巨人再度找回大量球員。1891年，陣容更加升級的巨人從國聯第6名進步到第3名。6月22日，新郎隊的投手Tom Lovett投出無安打比賽，魯西黯然吞敗。不過他在7月31日隨即還以顏色，對新郎隊也投出無安打比賽。整季他拿下33勝20敗，隔年拿下32勝31敗。
1893年，大聯盟將投手丘與本壘板距離拉長，導致魯西整季只送出208次三振，但他仍是國聯三振王。1894年，魯西拿下36勝14敗，防禦率2.78，並送出195次三振，一舉拿下投手三冠王。這年大聯盟舉辦坦波盃(現今世界大賽的前身)，巨人也以4比0橫掃金鶯。魯西的防禦率只有0.50，打擊率為4成29。
1895年，魯西以201次三振拿下最後一次的三振王。整季他拿下23勝23敗，球季中他因為和巨人老闆發生糾紛，魯西還對他豎起拇指嘲諷(在當時這個動作跟現今的比中指效果類似)而遭到罰款200美元。魯西甚至要求巨人老闆賠錢，否則他將拒絕出賽。而兩人的態度也相當強硬，誰也不肯讓步。最終其他球隊老闆避免罷工持續，而合資籌出5000美元賠償魯西。

## 生涯投球成績
| 勝投 | 敗投 | 防禦率 | 出賽場次 | 先發 | 完投 | 完封 | 投球局數 | 安打 | 失分 | 自責分 | 全壘打 | 保送 | 三振 | 暴投 | 觸身球 |
| ---- | ---- | ------ | -------- | ---- | ---- | ---- | -------- | ---- | ---- | ------ | ------ | ---- | ---- | ---- | ------ |
| 246  | 174  | 3.07   | 463      | 427  | 393  | 30   | 3778.2   | 3389 | 2068 | 1288   | 75     | 1707 | 1950 | 153  | 112    |

## 晚年
1898年，魯西因為手臂過度操勞而離開棒球界兩年。1901年，巨人將魯西交易到紅人，換來克里斯提·馬修森。1901年，他只出賽3場比賽便宣布退休。
1942年，魯西在西雅圖去世，享年71歲。他在1977年成功入選名人堂。

## 外部連結
- 阿莫斯·魯西在Baseball-Reference.com（大聯盟）（英语）
- 阿莫斯·魯西在Baseball-Reference.com（小聯盟以及海外聯盟）（英语）
- 阿莫斯·魯西在The Baseball Cube（英语）
- 阿莫斯·魯西在Baseball Hall of Fame（英语）

| 前任： Tom Lovett    | 投出無安打比賽的投手 1891年7月31日 | 繼任： Ted Breitenstein |
| 前任： 約翰·克拉克森 | 國家聯盟 投手三冠王 1894年         | 繼任： 克里斯提·馬修森  |